# Bedellia yasumatsui
Bedellia yasumatsui là một loài bướm đêm thuộc họ Bedelliidae. Nó được tìm thấy ở Úc và Papua New Guinea.
Ấu trùng ăn các loài Ipomoea. Chúng ăn lá nơi chúng làm tổ.